# Julien Neel
Julien Neel (ur. 26 kwietnia 1976) – francuski autor komiksów.
Autor komiksu Lou!, którego pierwszy tom został nagrodzony w 2005 na 32 festiwalu w Angoulême. W 2009 roku na jego bazie powstał serial animowany, do której muzykę napisał francuski kompozytor Julien Di Caro; w Polsce nadawała go stacja TeleToon+. Powstała także adaptacja aktorska i druga seria, kontynuująca przygody dorosłej bohaterki. Polskie wydanie komiksu wyszło w Polsce nakładem Egmont Polska.

## Wydano
- Lou!
- Mon ami Grompf 2006.
- Chaque chose 2006.